# Racing de Madrid
Il Racing Club de Madrid fu una squadra di calcio spagnola con sede nel quartiere di Chamberí a Madrid (Spagna) che arrivò a militare nella Segunda División spagnola. L'uniforme era rosso-nera. Disputava le sue partite in casa al Martínez Campos.